# Virusinaktivierung
Unter Virusinaktivierung versteht man den Verlust der Infektiosität von Viren durch die Einwirkung verschiedener Substanzen, Hitze oder Strahlung. Die Virusinaktivierung mit verschiedenen technischen Methoden ist eine spezielle Form der Sterilisation beziehungsweise der Desinfektion. Da man bei Viren nicht die Begriffe „keimfrei“ oder „abgetötet“ anwenden kann (Viren sind weder Keime noch selbständig lebende Organismen), hat sich in der Virologie der Begriff der Virusinaktivierung etabliert.

## Methoden
Je nach Virusspezies und dem Material, in oder auf dem Viren inaktiviert werden sollen, kommen verschiedene Inaktivierungsmethoden zur Anwendung.

### Viruzide
Am häufigsten ist die Anwendung von Viruziden. Diese Stoffe können die Oberflächenproteine eines Virus denaturieren (z. B. Formaldehyd), die Lipide aus einer Virushülle entfernen (Alkohole, Detergentien) oder direkt die Nukleinsäure des viralen Genoms schädigen (Alkylantien).

### Hitze
Viren können auch durch Hitzeeinwirkung inaktiviert werden; die Behringwerke entwickelten dazu ein Verfahren. Bereits im Mai 1983 wurde berichtet, dass Erhitzen von Blutprodukten auch das HI-Virus inaktiviert. Dieses Verfahren zur Virusinaktivierung in Blutprodukten wurde 1984/85 flächendeckend eingeführt (siehe auch: Infektionen durch HIV-kontaminierte Blutprodukte). Bei einer Temperatur von 55 bis 70 °C (feuchte Hitze) kommt es innerhalb von wenigen Minuten zur Denaturierung der Virushüllen und somit zu einem Infektiositätsverlust.

### Sonstige
Neben der Bestrahlung mit UV-Licht und eventuell einer Kombination mit Methylenblau oder Riboflavin kommen auch beim sogenannten Solvent-Detergent-Verfahren (S/D) milde Detergenzien zum Einsatz. Die Hauptgefahr der Methylenblau-Photo-Inaktivierung von Viren ist die Methylenblau-Photo-Aktivierung des Fibrinogens, dies kann eine disseminierte intravasale Gerinnung auslösen.

## Impfstoffe und Blutprodukte
Eine besondere Bedeutung hat die Virusinaktivierung bei der Herstellung von Totimpfstoffen und von Blutprodukten in der Transfusionsmedizin. Bei letzterem müssen Viren inaktiviert werden, ohne die gewünschten Blutbestandteile zu beeinträchtigen. Dies ist besonders bei der Gewinnung von Gerinnungsfaktoren bei der Plasmafraktionierung wie beispielsweise Faktor VIII, Faktor IX oder PPSB, sowie bei der Reinigung von Humanalbumin-, Fibrinkleber-, Hyperimmunglobulin- und Immunglobulin-Präparaten wichtig.